# Susanne Walström (fotograf)
Susanne Walström född den 4 april 1963 
är en svensk fotograf, filmskapare och konstnär bosatt i Stockholm.
Efter utbildning på Högskolan för Fotografi i Göteborg började hon sin karriär som fri fotograf. Hon slog igenom på Dagens Nyheter på 1990-talet, bland annat med oförglömliga bilder från Tjernobyl. Snart återgick hon till att arbeta som frilansande fotograf, filmare och konstnär, på uppdrag och i egna projekt. I decennier reste Walström världen över och fotograferade reportage och bildsviter som korsar gränserna mellan det dokumentära och ett friare konstnärligt uttryck.

## Filmografi
- 2023 - Obebodd (Disused) med Ester Holmén
- 2023 - Emerich - Ingen föds till fascist (No one is born a fascist)  med Maria Bolme & Magnus Roosmann [7]
- 2021 - Fönstersmyg (Window) med Sara Kadefors,
- 2021 - Vänd oss inte ryggen (Don’t turn your back on us) med Maria Bolme
- 2016 - Requiem For Slussen Movement II with Staffan Bengtsson
- 2015 -  Requiem for Slussen, med Deadlineartcollective & Staffan Bengtsson